# Palácio das Cardosas
O Palácio das Cardosas, antigo Convento dos Lóios do Porto, é um palácio do século XIX, nascido da reconversão do edifício do extinto Convento dos Lóios ou de Santo Elói, da Congregação dos Cónegos Seculares de São João Evangelista fundada no Porto em 1490.
Edifício classificado (CIP), incluído no Conjunto da Praça da Liberdade, Avenida dos Aliados e Praça do General Humberto Delgado, apresenta a frontaria virada para a Praça da Liberdade, no Porto. O edifício alberga actualmente um hotel da cadeia InterContinental, localizado da Praça da Liberdade, no Porto.

## História

### Séc. XV
A fundação do Convento dos Lóios, dos cónegos seculares de São João Evangelista no Porto, remonta a finais do séc. XV. Em 1490 iniciaram as obras de construção dos espaços conventuais, por ordem do Bispo D. João de Azevedo. No ano seguinte, em 1491, a 6 de Novembro dá-se o lançamento da primeira pedra para a igreja de Nossa Senhora da Consolação e a fundação do convento.

### Séc. XVI
Em finais do séc. XVI, dá-se a reedificação e amplificação do conjunto conventual: em 1592 a reedificação e ampliação da igreja e espaços conventuais, por ordem do Capítulo Geral; em 1593, a 6 de Novembro, o lançamento da primeira pedra da capela-mor, pelo reitor, o Padre Pedro da Assunção, estando presente o Bispo do Porto, D. Jerónimo de Menezes, sendo o projeto do arquiteto Manuel Garcez. 

### Séc. XVII
Durante todo o séc. XVII são empreendidas várias obras de recheio da igreja: 1611, junho - contrato para a execução do retábulo-mor e um dos colaterais da igreja, com António Coelho; 1672, 17 fevereiro - contrato para a obra do forro da igreja com Domingos Lopes, por 700$000;  1677, 08 julho - contrato da obra das grades e dois púlpitos por António Coelho, por 350$000; 1684 - feitura dos arcazes, obra atribuível a António João Padilha; 1685, 22 janeiro - contrato para a feitura de um novo órgão por Miguel Hensberg, por 626$000, com caixa de cinco castelos; 1685, 02 agosto - contrato para a execução do retábulo-mor por Domingos Lopes, seguindo alguns pormenores dos retábulos de Santo António do Penedo e da Capela de Santa Apolónia da Sé do Porto, pela quantia de 140$000; 1685, 15 maio - contrato da pintura e douramento do retábulo-mor com Francisco da Rocha, por 700$000; 1689 - feitura dos púlpitos da igreja de Santo Elói, atribuível a João Carneiro de Couros; 1695, 22 março - contrato com Francisco da Rocha para o douramento dos retábulos colaterais por 560$000; 

### Séc. XVIII
No séc. XVIII, são empreendidas obras de reconversão, relacionadas com a modificação do tecido urbano circundante. Em 1744 - obras no pavimento da igreja, que apresentava muito mau estados de conservação; construção de um aqueduto para condução das águas entretanto postas a descoberto sob o pavimento; 1764, 14 julho - em despacho de João de Almada e Melo, é definida a abertura de uma praça em frente convento e a abertura de uma porta de acesso à mesma; 1790 - modificação da frontaria do convento, voltada para a Rua da Natividade, acrescentando-lhe duas pequenas torres;  1794 - aproveitando a demolição das muralhas que cercavam a cidade a cidade antiga, os frades aproveitaram para pedir autorização para alterar a fachada voltada para a antiga Praça das Hortas, atual Praça da Liberdade; 1798 - foi concedida a autorização e iniciadas as obras de alteração da fachada, não tendo as mesmas sido concluídas pelos religiosos Loios; 

### Séc. XIX
Com as convulsões políticas vividas em Portugal no séc. XIX, nomeadamente a instauração do Liberalismo que teve como foco a cidade invicta, o Convento dos Lóios viu anulada a sua função religiosa. No período de 1810–1822 deu-se a ocupação do edifício por tropas portuguesas que aí instalaram um hospital militar; e durante o cerco do Porto em 1832 esteve instalada no edifício a casa da moeda.
Após a Extinção das Ordens Religiosas em 1834, o edifício foi vendido em hasta pública. Pela soma de 80 contos de réis compro-o o negociante Jesus Cardoso dos Santos, com a condição de concluir as obras segundo o risco inicial. Após a morte do proprietário, o edifício passou por herança para a mulher e filhas, que motivaram a designação pela qual ficou conhecido o edifício até aos nossos dias, como o "Palácio das Cardosas".
Em finais do séc. XIX, a ameaça de ruína de uma das torres da igreja, foi o pretexto para a sua demolição e a seguir o resto do convento, do qual apenas restou a fachada principal do chamado Palácio das Cardosas. A pedra foi aproveitada para o encanamento das águas pluviais, por ordem do rei D. Pedro IV. Mais tarde o mesmo monarca ordenou que os sinos fossem fundidos e utilizados para fazer moeda.

### Séc. XX e atualidade
Já no séc. XX, na década de 1980, foram empreendidas obras profundas no interior do edifício. Em Janeiro de 2006, o edifício foi adquirido pelo grupo Millennium BCP, pelo fundo imobiliário Prestige, gerido pelo Espírito Santo Activos Financeiros. Em 7 de julho de 2011 foi inaugurado o Hotel Intercontinental.

## Designações
- Convento dos Lóios
- Convento de Santo Elói[2]
- Convento dos Cónegos de São João Evangelista do Porto
- Convento Novo de Santa Maria da Consolação
- Convento de Nossa Senhora da Consolação do Porto[2]
- Edifício das Cardosas
- Palácio das Cardosas